# 지츠로쿠 쿠모노이토
《실록 거미줄》(일본어: ジツロク・クモノイト 지츠로쿠 쿠모노이토[*])는 VALSHE의 3번째 미니 음반이다. 2015년 6월 24일에 빙에서 발매됐다.

## 개요
전작부터 9개월만이 된 본작은 근현대의 문학 작품을 모티브로 제작됐다. 초회한정반은 아쿠타가와 류노스케의 작품 《거미줄》의 인용문을 뒤에 책을 읽는 VALSHE의 모습을 피처한 것으로 되어있다. 초회반은 타이틀곡의 프로모션 비디오를 수록한 DVD가 있다. Musing반에는 CD 외에 수록곡을 기초로한 스토리가 그려진 그림 등이 부속된다. 이 단편집의 일러스트는 화가 하쿠세키가 담당했다.

## 수록곡
CD
1. 실록 거미줄(ジツロク・クモノイト)
  - 작사: ViCTiM, 작곡: 미나토, 편곡: 마루야마 마유코

모티브: 아쿠타가와 류노스케 《실록 거미줄》[1][2]
2. 파계의 갈래 (破戒の枝)
  - 작사: VALSHE, 작곡: 코우치 요시후미, 편곡: G'n-

모티브: 시마자키 토손 《파계》[1]
3. 인간 실각 (人間失覚)
  - 작사: VALSHE, 작곡: 미나토, 편곡: 미나토, 하야시 료

모티브: 다자이 오사무 《인간 실격》[1]
4. MANY ORDER
  - 작사: VALSHE, 작곡: 미나토, 편곡: 오니시 토시나리

모티브: 미야자와 켄지 《주문이 많은 요리점》[1]
5. 어두운 밤의 행로 (暗い夜の行き路)
  - 작사: 미나토, 작곡: VALSHE, 편곡: 마루야마 마유코

모티브: 시가 나오야 《암야행로》[1]

DVD
1. 실록 거미줄 (뮤직비디오)
2. 실록 거미줄 (메이킹)